# Bartolomé Blanche
Bartolomé Guillermo Blanche Espejo (La Serena, 6 de junio de 1879-Santiago, 10 de junio de 1970) fue un militar chileno que ocupó el cargo de presidente provisional de Chile en 1932. Fue además, ministro de Estado en las carteras de Educación Pública y Defensa durante la primera administración de Carlos Ibáñez del Campo.

## Biografía
Estudio en el Liceo de su ciudad natal y en 1895 ingresa como Cadete a la Escuela Militar en Santiago. Egresa como Alférez de Caballería, siendo destinado al Escuadrón Escolta.
Como Teniente, se desempeña en la Escuela Militar y en la Escuela de Aplicación de Caballería. Entre 1904 y 1905 es enviado por el Ejército a Alemania, para realizar el curso de maestro de equitación en la Escuela de Caballería de Hannover, obteniendo el primer puesto. De regreso en Chile, ya como Capitán, trabaja en el Regimiento de Caballería n.º 1 “Granaderos”. En 1912 es alumno de la Academia de Guerra y, a su egreso con el grado de Mayor, es designado Jefe de la Comisión Exploradora de la Península de Taitao y, posteriormente, destinado al Regimiento de Caballería n.º 2 “Cazadores”.
Como teniente coronel, comandó los Regimientos de Caballería n.º 4 “Coraceros” y n.º 2 “Cazadores”, de donde es trasladado a la Subsecretaría de Guerra, para asumir su jefatura.
En 1925, siendo coronel, fue nombrado adicto militar de la embajada de Chile en Francia y, posteriormente, director general de Policías. Ascendido a general de Brigada, es nombrado ministro de Guerra, cargo que ocupa hasta 1930.
En 1932 fue designado como comisario general de Precios, y posteriormente participó como Ministro del Interior en el gobierno provisional de Carlos Dávila. Al renunciar este último, asumió como Presidente Provisional de la República el 13 de septiembre de aquel año. Sin embargo, la sublevación civilista de las guarniciones de Antofagasta y Concepción lo obligaron a renunciar al poder y dejarlo en  manos del Presidente de la Corte Suprema de Chile, Abraham Oyanedel.
Falleció en el Hospital Militar de Santiago a las 11:30 del 10 de junio de 1970; sus restos fueron sepultados en La Serena.

## Antecedentes militares
- 1895: Cadete de la Escuela Militar
- 1897: Alférez
- 1897: Subteniente
- 1902: Teniente
- 1907: Capitán
- 1912: Mayor
- 1919: Teniente coronel
- 1924: Coronel
- 1929: General de Brigada
- 1930: General de División
- 1930: General de Ejército